# ハローキティ りんごの森シリーズ
ハローキティ りんごの森シリーズ（ハローキティ りんごのもりシリーズ）は、テレビ東京系列の『キティズパラダイスPLUS』内で放送されていたハローキティを主人公にしたアニメシリーズ。

## 概要
りんごの森を舞台にハローキティとその妹のミミィが様々な冒険を繰り広げる。
テレビ東京版では2006年4月4日から2008年3月25日までに約1年半で3シリーズにわたって放送された。全53話（全3シリーズ）。
DVD特典版では、全シリーズで放送された総集編でのエミリーとリンダが語るキティとミミィが冒険した話なども仕組みになっていた。
音響監督の小林克良の要望によると、イタリアの2009年から2010年頃にかけて放送していた事だとインタビューしている。

## 作品の変遷
- 『ハローキティ りんごの森のファンタジー』（2006年4月4日 - 9月19日、隔週） - シリーズ第1作。全13話。
- 『ハローキティ りんごの森のミステリー』（2007年1月2日 - 3月27日） - シリーズ第2作。全13話（通算26話）。
- 『ハローキティ りんごの森とパラレルタウン』（2007年10月2日 - 2008年3月25日） - シリーズ第3作及び最終作。全27話（通算53話）[1]。

## 登場キャラクター

### メインキャラクター
ハローキティ
声 - 林原めぐみ（国内・テレビ東京版）、セレナ・クレリチ（海外・イタリア版）
本作の主人公。ミミィやプルルーと共に様々な事件に挑む。｢ミステリー」では各回でコスプレ仮装に変身している。最終回（第13話）では小さくなったスコッチじいさんに向けてピックが｢あっ!キティが突っ込んだ!」の台詞でミミィ達が笑っていた。「パラレルタウン」では第16話でエミリーが落としたペンダントをアクロとの取り合い、第22話でアクロとの対決したことがある。第23話でアクロの回想シーンで自分がアクロの仲間を加えるシーンがあるが、第24話の終盤と第25話でマックローに連れ去られてしまった。
ミミィ
声 - 冨永みーな（国内・テレビ東京版）、エマヌエラ・パコット（海外・イタリア版）
本作のもう1人の主人公。キティの妹。キティと共に様々な事件に挑む。｢ミステリー」ではキティ同様各回でコスプレ仮装に変身している。「パラレルタウン」では第1話でねじれの森に迷い込み、行方不明になってしまうも、第25話の終盤で発見され、キティとの再会した。また、第21話でエミリーが見ていた幻の姿として登場していた。
プルルー
声 - 釘宮理恵（国内・テレビ東京版）、マルチェラ・シルベストリ（海外・イタリア版）
りんごの森の妖精。心優しく、正義感が強い性格。りんごの被り物をしており、先端にりんごがついた杖で魔法が使える。
スコッチじいさん
声 - 茶風林（国内・テレビ東京版）、ピエトロ・ウバルディ（海外・イタリア版）
フクロウのおじいさん。博識でありさまざまな情報でキティたちをサポートする。
モモンガ兄妹
モンガ（声 - ゆきじ）とモンティーヌ（声 - 白鳥由里）の兄妹。いたずら好きでかつ非常に欲張りであり、ムー大王やアクロ（後述）の手先となってキティたちの邪魔をする。
一方でたこ焼き作りが得意で、「パラレルタウン」第27話（DVD収録）ではたこ焼きの屋台が大当たりして大金持ちになる。

### キティの世界の住人
パパ
声 - 田原アルノ
ママ
声 - 島本須美
キティとミミィの両親。
トレーシー
声 - 田中真弓
フィーフィー
声 - 佐久間レイ
キティとミミィの友達。

### 『りんごの森のファンタジー』に登場
フローラ
花の精。
メララ
火の精。
ラミー
鏡の精。
コソリ
影の精。
ムー大王
モモンガ兄妹の手先。

### 『りんごの森のミステリー』に登場
ピック
リンゴの森を旅する妖精。何か秘密があるらしい。
黒い影
モモンガ兄妹達の手先。

### 『りんごの森とパラレルタウン』に登場
エミリー
声 - 平野綾（国内・テレビ東京版）、ベネデッタ・ポンティチェッリ（海外・イタリア版）
妖精の女の子。モデル活動をしている。髪はツインテールの髪型にしており、髪色は黄緑髪にしている。『パラレルタウン』第21話でフリーマーケットの店長としてやっていた。第25話でキティがマックローに連れ去られた為、リンダの協力でりんごの森に向かった。最終回（第26話）でキティとミミィがパラレルタウンからお別れする時に「さよならは言わないって…」の一言で涙を流して別れを告げられた。第27話（特別編）では「たこやきいかが?」の曲でアーティストとして参加した。
リンダ
声 - 沢城みゆき（国内・テレビ東京版）、デボラ・マグナギ（海外・イタリア版）
エミリーのライバル。マックローに負の感情を利用され彼の手先になる。髪はエミリーと同じツインテールの髪型にしており、髪色は通常姿は黄髪、変身後は赤紫髪になっている。ラフな格好からゴスロリへと変貌している。『パラレルタウン』第10話でたこ焼き商売で店長をやっていた。アクロとモモンガ兄妹が作った暗黒の砂に入ったたこ焼きを食べてしまう。第11話で負の感情の姿に変身した。彼の変身した直後にエミリーに向けて黒い指輪をみせている。その後、第16話でパラレルタウンに来ても負の感情の姿に変身されていた。彼が持っている黒いスプレーをエミリーに向けて攻撃した。第18話で仲間であるアクロの共にねじれの森に来ていた。それで彼の負の感情を利用していた事が判明した。第20話でヘレナ・ヘンリー・カールが黒い粉を入ったクッキーを食べた為に、3人が負の感情の姿になってしまっていた。彼がマックローの所に向かっている最中にキティを連れ去らわれて行った。第22話でエミリーが彼の友達になろうとするが、黒い指輪を使用し、光に出されてしまう。第23話でエミリーとキティの協力で黒い指輪を割れた後にエミリーが出会った記憶を思い出し元の姿に戻った。第24話で彼の黒い指輪が割れた為、アクロから手紙が届いていることを確認されていた。第25話でキティがマックローに連れ去られた為、エミリーの協力でりんごの森に向かった。最終回（第26話）ではキティとミミィがパラレルタウンからお別れする時にエミリー同様涙を流していた。第27話（特別編）では「たこやきいかが?」の曲でアーティストとして参加した。
ヘレナ
声 - 斎藤千和（国内・テレビ東京版）、デボラ・モレス（海外・イタリア版）
ヘンリー
声 - 三瓶由布子
カール
声 - 白石涼子
ウィリアム
声 - 井上麻里奈
ロバート
声 - 草尾毅
エミリーの父親。
セシル
声 - 中村千絵
エミリーの母親。
ナタリー
声 - 小林由美子
エミリーの父親の妹。
チャーム
声 - 谷育子
エミリーの祖母。
アクロ
声 - 冨永みーな（国内・テレビ東京版）、エマヌエラ・パコット（海外・イタリア版）
マックロー
声 - 若本規夫（国内・テレビ東京版）、リチャード・ロヴァッティ（海外・イタリア版）
謎の妖精さん
声 - 小林由美子、津村まこと、沢城みゆき 他
キティとエミリーが住む謎の妖精さんのパラレルタウン市民達。第6話にてモブ妖精さんがいた。

## 各話リスト
| 話数 | サブタイトル                             | 放送日        |
| ---- | ---------------------------------------- | ------------- |
| 1    | ふたごの勇者!? で アップルルー           | 2006年 4月4日 |
| 2    | お祭り広場の占い師 で アップルルー       | 4月18日       |
| 3    | りんごの森の音楽祭 で アップルルー       | 5月2日        |
| 4    | あたらしいお友だち? で アップルルー      | 5月16日       |
| 5    | ツキの泉の女神さま で アップルルー       | 5月30日       |
| 6    | コソリとかくれんぼ で アップルルー       | 6月13日       |
| 7    | おいしいヒミツ? で アップルルー          | 6月27日       |
| 8    | 妖精さんとりんご探し で アップルルー     | 7月11日       |
| 9    | アップルプリン で アップルルー           | 7月25日       |
| 10   | 眠りの森のミミィ? で アップルルー        | 8月8日        |
| 11   | ふしぎの森へようこそ で アップルルー     | 8月22日       |
| 12   | 神秘の森の冒険 で アップルルー           | 9月5日        |
| 13   | 金色りんごに願いをこめて で アップルルー | 9月19日       |

| 話数 | サブタイトル                   | 放送日        |
| ---- | ------------------------------ | ------------- |
| 1    | 探偵になってミラクルルー       | 2007年 1月2日 |
| 2    | アイドルになってミラクルルー   | 1月9日        |
| 3    | 仮面舞踏会でミラクルルー       | 1月16日       |
| 4    | 占い師になってミラクルルー     | 1月23日       |
| 5    | マジシャンになってミラクルルー | 1月30日       |
| 6    | 女子アナになってミラクルルー   | 2月6日        |
| 7    | パティシエになってミラクルルー | 2月13日       |
| 8    | 夢の中でミラクルルー           | 2月20日       |
| 9    | 忍者になってミラクルルー       | 2月27日       |
| 10   | 王子さまの秘密でミラクルルー   | 3月6日        |
| 11   | 人魚になってミラクルルー       | 3月13日       |
| 12   | 黒い影のなぞでミラクルルー     | 3月20日       |
| 13   | お城のパーティでミラクルルー   | 3月27日       |

| 話数   | サブタイトル                           | 放送日         |
| ------ | -------------------------------------- | -------------- |
| 1      | ねじれの森でパラレルルー               | 2007年 10月2日 |
| 2      | 大きなお家のお友達でパラレルルー       | 10月9日        |
| 3      | 付き人はタイヘンでパラレルルー         | 10月16日       |
| 4      | エミリーのおともだちでパラレルルー     | 10月23日       |
| 5      | お日さまはキライでパラレルルー         | 10月30日       |
| 6      | リンダのちこくでパラレルルー           | 11月6日        |
| 7      | ペンダントでパラレルルー               | 11月13日       |
| 8      | アクロのたくらみでパラレルルー         | 11月20日       |
| 9      | モデルはまっくろででパラレルルー       | 11月27日       |
| 10     | 真っ黒大作戦でパラレルルー（前編）     | 12月4日        |
| 11     | 真っ黒大作戦でパラレルルー（後編）     | 12月11日       |
| 12     | マックローの正体でパラレルルー         | 12月18日       |
| 13     | トレーシーとフィーフィーがパラレルルー | 12月25日       |
| 14     | 謎に飛びこめパラレルルー               | 2008年 1月2日  |
| 15     | ナタリーにおまかせ!?でパラレルルー     | 1月8日         |
| 16     | アクロの仲間?でパラレルルー            | 1月15日        |
| 17     | リンダの変身でパラレルルー             | 1月22日        |
| 18     | マックロー現る!でパラレルルー          | 1月29日        |
| 19     | 恋のライバルはパラレルルー             | 2月5日         |
| 20     | 真っ黒仲間でパラレルルー               | 2月12日        |
| 21     | フリーマーケットでパラレルルー         | 2月19日        |
| 22     | リンダの心はパラレルルー               | 2月26日        |
| 23     | リンダを救えパラレルルー               | 3月4日         |
| 24     | おさき真っ暗!?でパラレルルー           | 3月11日        |
| 25     | ねじれの森の対決でパラレルルー         | 3月18日        |
| 26     | おうちへ帰ってパラレルルー             | 3月25日        |
| 27     | たこやきいかが?パラレルルー            | 未放送         |
| 特別編 | 総集編でパラレルルー                   | 未放送         |

## DVD
| 巻 | 発売日         | 収録話          | 備考 |
| -- | -------------- | --------------- | ---- |
| 1  | 2006年7月19日  | 第1話 - 第3話   |      |
| 2  | 2006年8月18日  | 第4話 - 第6話   |      |
| 3  | 2006年9月20日  | 第7話 - 第9話   |      |
| 4  | 2006年10月16日 | 第10話 - 第13話 |      |

| 巻 | 発売日        | 収録話          | 備考 |
| -- | ------------- | --------------- | ---- |
| 1  | 2007年3月21日 | 第1話 - 第3話   |      |
| 2  | 2007年3月21日 | 第4話 - 第6話   |      |
| 3  | 2007年4月18日 | 第7話 - 第9話   |      |
| 4  | 2007年5月16日 | 第10話 - 第13話 |      |

| 巻 | 発売日        | 収録話                  | 備考 |
| -- | ------------- | ----------------------- | ---- |
| 1  | 2008年1月16日 | 第1話 - 第4話           |      |
| 2  | 2008年2月20日 | 第5話 - 第8話           |      |
| 3  | 2008年3月19日 | 第9話 - 第12話          |      |
| 4  | 2008年4月16日 | 第13話 - 第16話         |      |
| 5  | 2008年5月21日 | 第17話 - 第20話         |      |
| 6  | 2008年6月18日 | 第21話 - 第24話         |      |
| 7  | 2008年7月16日 | 第25話 - 第27話、特別編 |      |